# Beeliar
Beeliar es el nombre de un grupo (ahora desaparecido) de la tribu o de la familia de los indígenas australianos Noongars, en Australia Occidental. Robert Lyon se refirió a la gente de Beeliar como una de las cinco tribus del el área  metropolitana de Perth, pero en la actualidad se piensa que pudieron haber sido un subgrupo familiar de una tribu más grande, Daisy Bates se refiere a este subgrupo como los "Beelgar". 
Cuando los colonos del Reino Unido llegaron a esta zona en 1829 para establecerse, había cerca de 60 personas que pertenecían a los Beeliar, incluyendo Midgegooroo y a Yagan. La tribu de los Beeliar no existe en la actualidad, y aunque existe un cierto rastro de los Noongars y su ascendencia a Yagan, estas se identifican como Noongars y no como descendientes de los Beeliar. Los Beeliars acostumbraban a cazar y hacer pequeñas siembras cerca de los ríos Swan y Canning, a esta área a veces también se le es descrita como Beeliar.